# Batrachedrodes
Batrachedrodes là một chi bướm đêm thuộc họ Batrachedridae.

## Các loài
- Batrachedrodes bedelliella (Walsingham, 1907)
- Batrachedrodes ephelus (Walsingham, 1907)
- Batrachedrodes lomentella (Walsingham, 1907)
- Batrachedrodes sophroniella (Walsingham, 1907)
- Batrachedrodes supercincta (Walsingham, 1907)
- Batrachedrodes syrraphella (Walsingham, 1907)